# Fourche
Pour les articles homonymes, voir Fourche (homonymie).

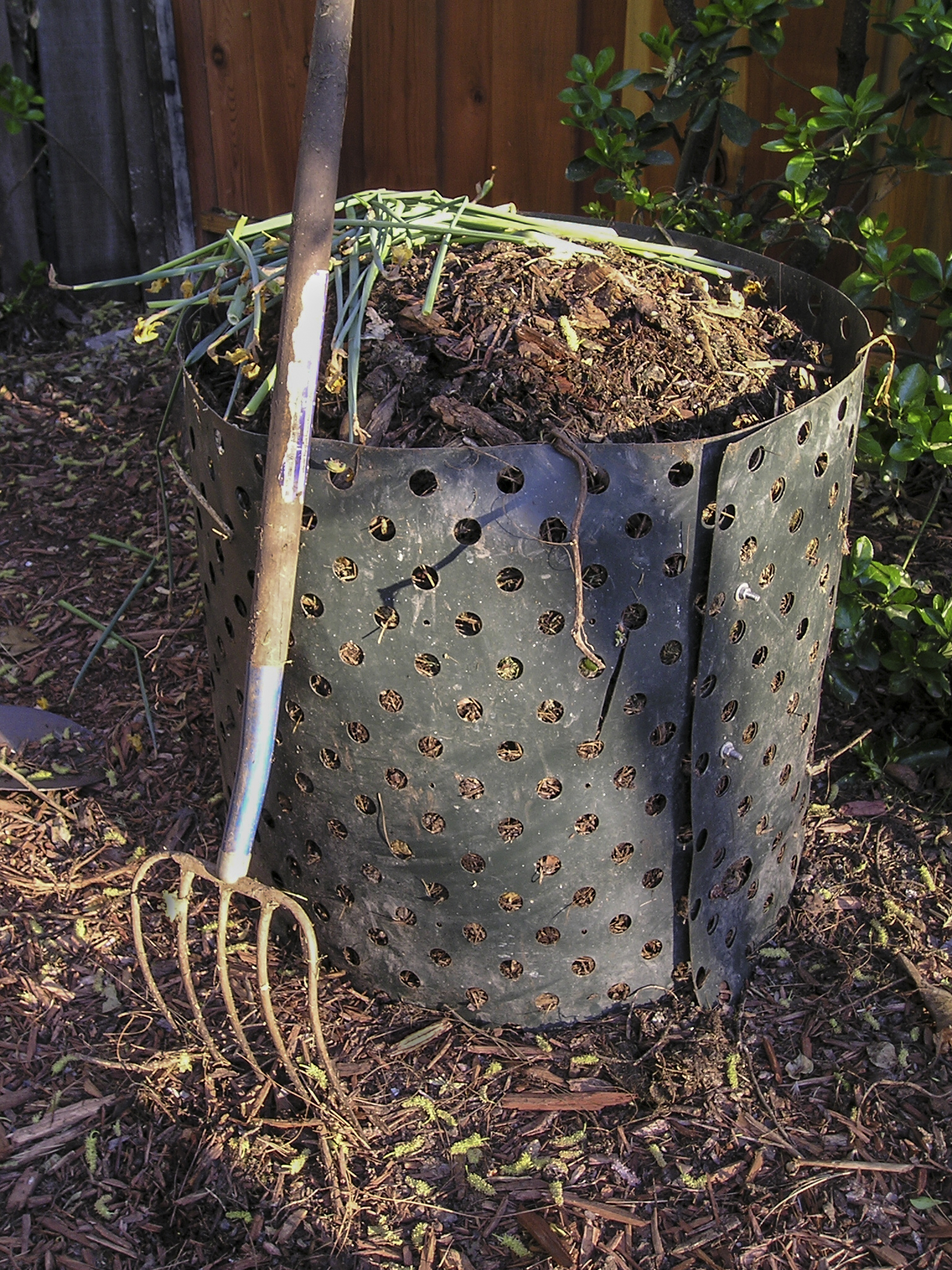
Fourche.

Une fourche est un outil utilisé par les agriculteurs, les jardiniers et les cantonniers.

## Description
Une fourche a un long manche de bois ou en alliage de bois et des dents longues, fines ou plates, largement séparées, avec des extrémités pointues ou plus ou moins tranchantes (fourche à bêcher). Elle est utilisée parfois pour bêcher et/ou émietter la terre mais, plus généralement, quand elle est pointue, pour soulever et jeter des matières en vrac comme du foin, des feuilles mortes, des graviers. Elle a de 2 à 9 tiges appelées dents ou pics, avec des longueurs variables suivant les besoins : fourche à faner, fourche à fumier, fourche de jardinier, fourche de cantonnier, fourche à bêcher...

## Histoire

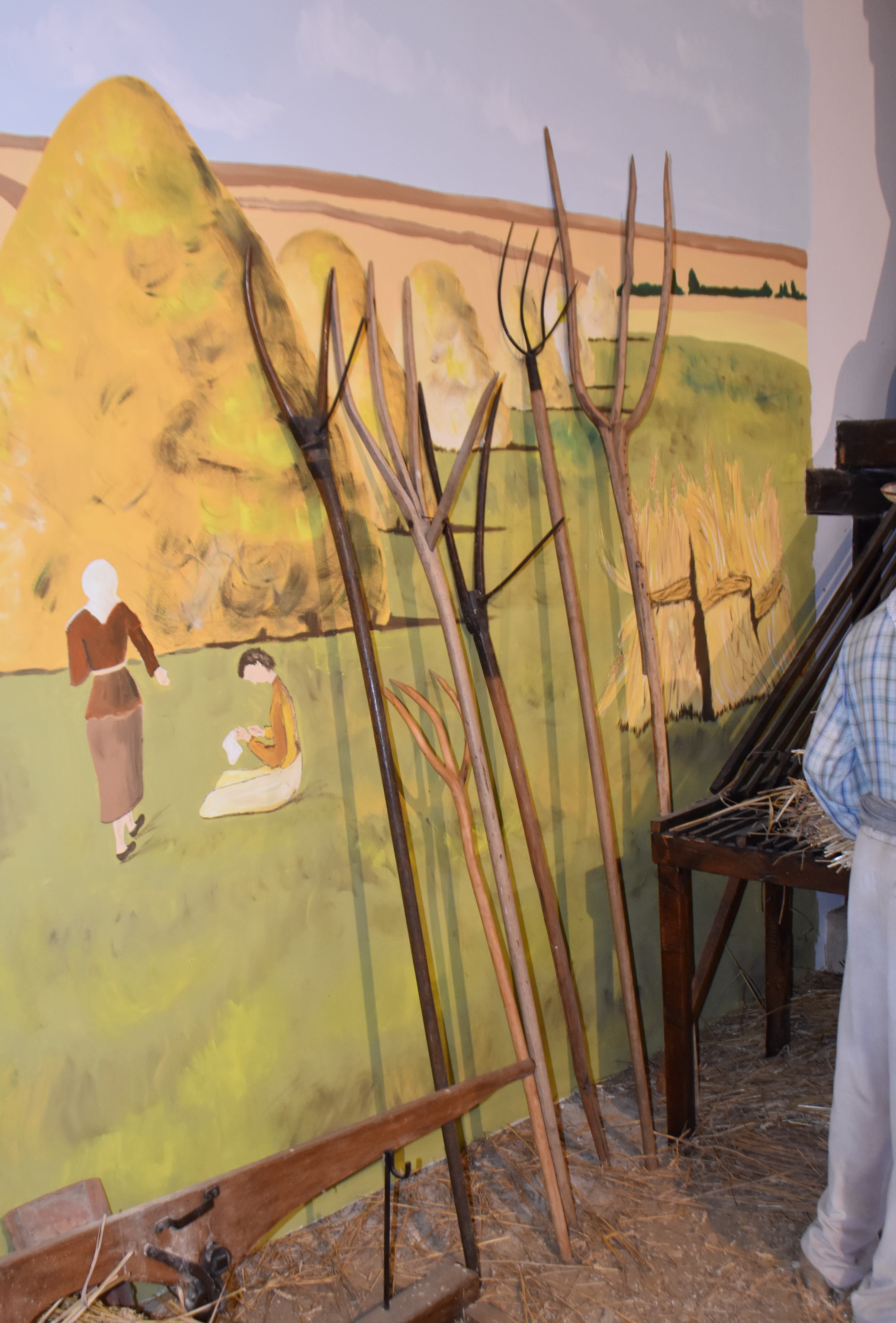
Série de fourches en bois. (Village Musée du der).

À l'origine, les fourches étaient confectionnées en bois avec une fourche naturelle de la branche d'un arbre, d'où leur nom. Les fourches à trois dents étaient très recherchées. Le cornouiller fournissait les meilleures fourches. Mais les renommées fourches de Sauve sont fournies par des micocouliers.
Historiquement, les premiers gibets étaient confectionnés avec des bois fourchus, ils étaient appelés fourches patibulaires. La fourche était alors utilisée pour transporter du jambon.
La fourche fut autrefois aussi fréquemment utilisée comme arme par ceux qui ne pouvaient avoir accès aux épées ou plus tard aux fusils. Les premières fourches utilisées sur des équipements mobiles étaient montées sur des tracteurs John Deere.
L'expression passer sous les fourches caudines a pour origine un défilé, de plus en plus étroit, en forme de fourche, près de Caudium, où les Romains, qui s'étaient laissé enfermer par les Samnites, furent contraints de passer et furent vaincus. Par extension, passer sous les fourches caudines signifie capituler et accepter les conditions du plus fort.

## Autres types de fourches
On parle aussi de fourche pour toute entité où un élément se divise en deux directions divergentes : 
- un chemin qui se divise en fourche,
- une fourche de bicyclette.
- une fourche de levage:
  - chariot élévateur;
  - agriculteurs; ils se servent aussi de fourches hydrauliques installées sur les tracteurs;
  - la partie verticale des dents coulisse sur un tablier. Elle peut être dotée, éventuellement, d'un système de vérin hydraulique servant au réglage de l'écartement des dents. La partie horizontale, souvent plus longue, sert à soulever la charge, généralement posée sur une palette de manutention.
  - de la même façon les grues de chantier soulèvent les palettes par l'intermédiaire d'une fourche fixée à l'extrémité de leur câble.
- une fourchette est une petite fourche utilisée à partir du XIe siècle pour manger.
- la fourche de guerre est une arme d'hast utilisée entre les XVIe et XIXe siècles.

## Symbolique
La fourche voyait officiellement son nom attribué au 20e jour du mois de prairial du calendrier républicain / révolutionnaire français, généralement chaque 8 juin du calendrier grégorien.